# Waldegg
Waldegg osztrák mezőváros Alsó-Ausztria Bécsújhelyvidéki járásában. 2020 januárjában 2042 lakosa volt. 

## Elhelyezkedése

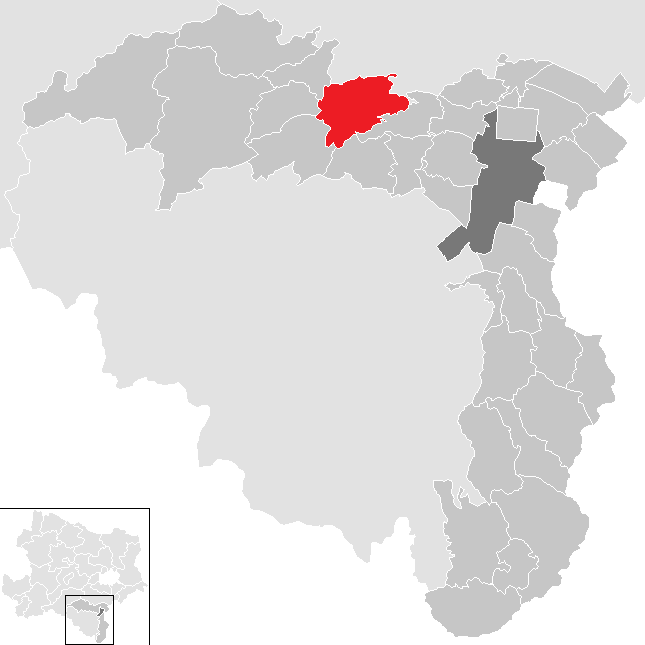
Waldegg a Bécsújhelyvidéki járásban

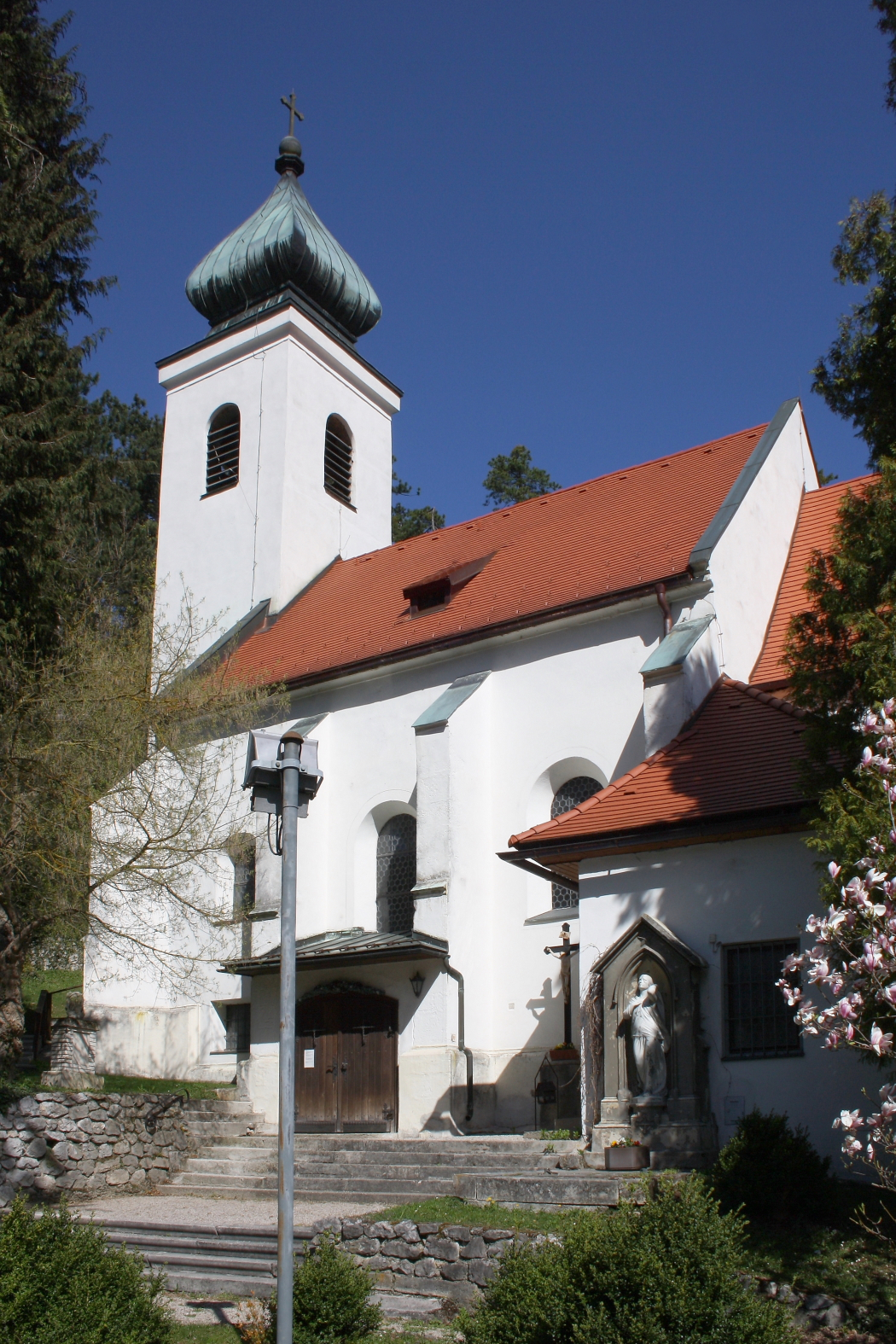
A Szt. Jakab-plébániatemplom

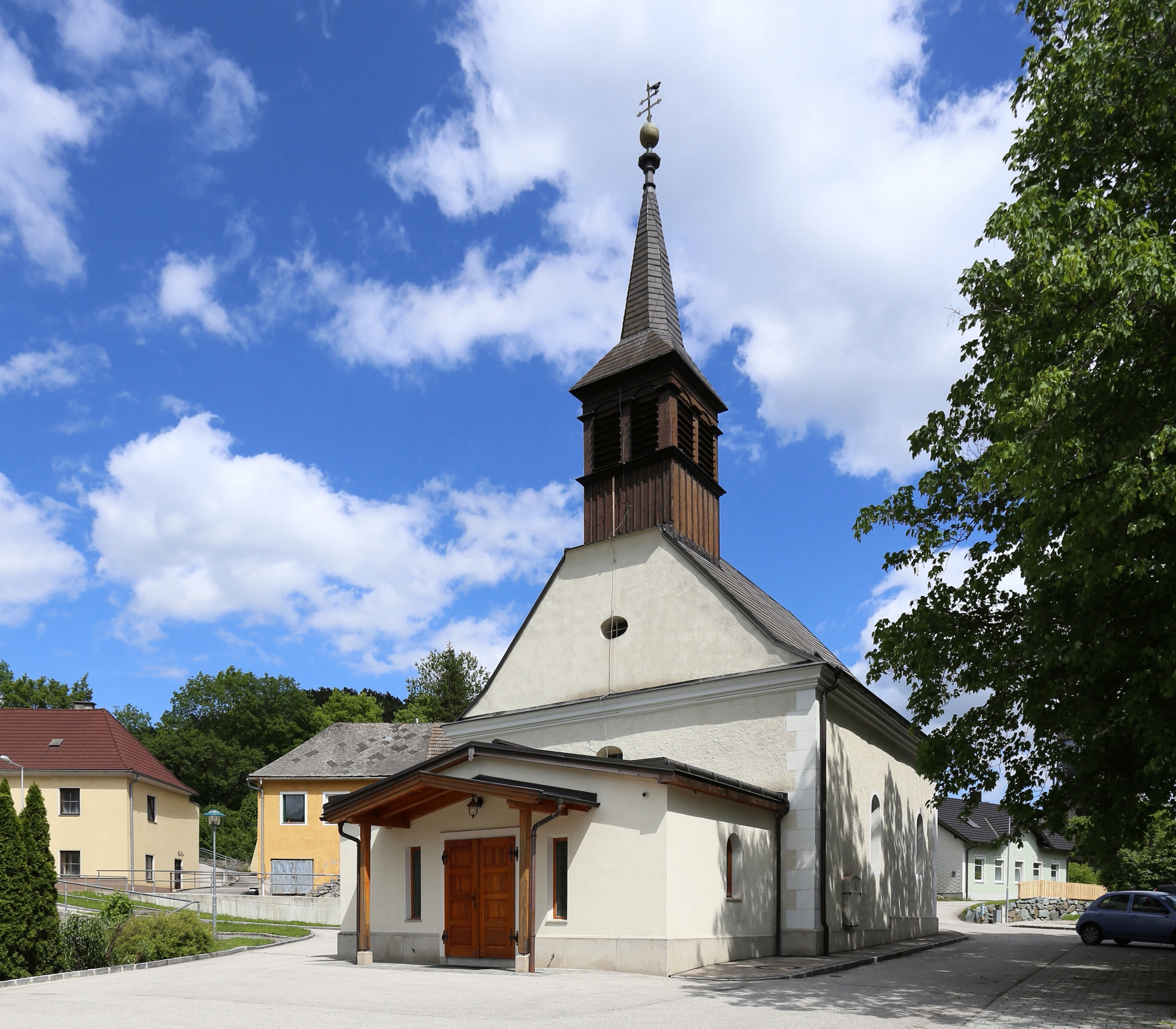
A wopfingi Fájdalmas Szűz Mária-plébániatemplom

Waldegg a tartomány Industrieviertel régiójában fekszik a Gutensteini-Alpok keleti peremén, a Piesting folyó mentén. Területének 79,6%-a erdő, 12% áll mezőgazdasági művelés alatt. Az önkormányzat 7 településrészt és falut egyesít: Dürnbach (68 lakos 2020-ban), Ober-Piesting (613), Oed (152), Peisching (149), Reichental (205), Waldegg (428) és Wopfing (427). A kataszteri közösségek Dürnbach, Ober-Piesting, Oed, Peisching, Waldegg és Wopfing.
A környező önkormányzatok: délkeletre Markt Piesting, délre Hohe Wand, délnyugatra Miesenbach, nyugatra Waidmannsfeld, északnyugatra Pernitz, északra Hernstein.

## Története
Waldegg neve először 1128-ban jelenik meg írásban egy bizonyos Adalram von Waldekkhe nevében, aki a várat építtető családba tartozott. Magát a települést és az egyházközséget 1136-ban alapították. Bécs 1529-es első ostromakor a törökök a Piesting völgyét is feldúlták; ezenfelül a herceg törökellenes különadót szedetett, amely az egyházközségek vagyonának egynegyedét tette ki. 1679/80-ban a pestis szedett számos áldozatot, Bécs 1683-as második ostromakor pedig a törökök felgyújtották a templomot, valamint elpusztult a házak mintegy fele. A lakosság Starhemberg várában talált menedéket. 1713-ban az újabb pestisjárvány 76 áldozattal járt. 1729-ben Waldegg a dreistetteni egyházközség alá került, függetlenségét 1784-ben nyerte vissza. 1827-ben a helyi Severin Zugmayer privilégiumot kapott az általa feltalált Zugmayer-eke gyártására, amelyet egész Európában árusított. 1834-ben lelőtték az utolsó waldeggi medvét, két évvel később pedig az utolsó hiúzt. 
Az 1848-as forradalom után eltörölték a feudális birtokrendszert és megalakultak a helyi önkormányzatok. A mai Waldegg területén négy község osztozott: Wopfing, Peisching, Dürnbach és Oberpiesting. 1877-ben megépült a Gutensteinerbahn, amivel a térség bekapcsolódott a vasúti hálózatba. 1925-ben Wopfing és Peisching Waldegg im Piestingtal néven egyesült, amelyet két évvel később mezővárosi rangra emeltek. 1967-ben Dürnbach, 1970-ben pedig Oberpiesting is csatlakozott.  

## Lakosság
A waldeggi önkormányzat területén 2020 januárjában 2042 fő élt. A lakosságszám 1961 óta gyarapodó tendenciát mutat. 2018-ban az ittlakók 85,6%-a volt osztrák állampolgár; a külföldiek közül 1,9% a régi (2004 előtti), 5,2 az új EU-tagállamokból érkezett. 6,1% a volt Jugoszlávia (Szlovénia és Horvátország nélkül) vagy Törökország, 1,3% egyéb országok polgára volt. 2001-ben a lakosok 64,1%-a római katolikusnak, 2,9% evangélikusnak, 1% ortodoxnak, 18,8% mohamedánnak, 11,7% pedig felekezeten kívülinek vallotta magát. Ugyanekkor 13 magyar élt a mezővárosban; a legnagyobb nemzetiségi csoportokat a németek (77,2%) mellett a törökök (16,2%) és a szerbek (1,6%) alkották. 
A népesség változása:

| 2016 | 2 017 |
| 2018 | 2 048 |

## Híres személyek
- Itt született 1859-ben Ignaz Pauer osztrák író, újságíró.

## Látnivalók
- a Szt. Jakab-plébániatemplom
- a wopfingi Fájdalmas Szűz-Mária-plébániatemplom

## Fordítás
- Ez a szócikk részben vagy egészben  a   Waldegg című német Wikipédia-szócikk ezen változatának fordításán alapul.  Az eredeti cikk szerkesztőit annak laptörténete sorolja fel. Ez a jelzés csupán a megfogalmazás eredetét és a szerzői jogokat jelzi, nem szolgál a cikkben szereplő információk forrásmegjelöléseként.